# برساء بنتامية
برساء بنتامية (الاسم العلمي:Persea benthamiana) هي نوع من النباتات يتبع جنس البرساء من الفصيلة الغارية. سمي هذا النوع نسبةً إلى عالم النبات البريطاني جورج بنتام.